# Moingt (Fluss)
Der Moingt ist ein Fluss in Frankreich, der im Département Loire in der Region Auvergne-Rhône-Alpes verläuft. Er entspringt im Gemeindegebiet von Lérigneux, im Regionalen Naturpark Livradois-Forez und entwässert im Oberlauf unter dem Namen Cotoyet (auch: Cotayet) generell Richtung Osten. Bei Montbrison erreicht er das Tal der Loire, schwenkt dort Richtung Norden, durchquert eine seenreiche Landschaft und mündet nach insgesamt rund 23 Kilometern im Gemeindegebiet von Mornand-en-Forez als rechter Nebenfluss in einen Seitenarm des Vizezy. In seinem Mittelteil quert der Moingt die Bahnstrecke Clermont-Ferrand–Saint-Just-sur-Loire sowie den Canal du Forez.

## Orte am Fluss
(Reihenfolge in Fließrichtung)
- Dovézy, Gemeinde Lérigneux
- Lérigneux
- Fougerolles, Gemeinde Bard
- Vinols, Gemeinde Bard
- Écotay-l’Olme
- Moingt, Gemeinde Montbrison
- Crémérieux, Gemeinde Savigneux
- Bullieux, Gemeinde Savigneux